# Campionato spagnolo di calcio
Il campionato spagnolo di calcio (Liga española de fútbol) è un insieme di tornei suddiviso in varie categorie, tutti posti sotto l'egida della Real Federación Española de Fútbol. Comprende la Liga o Primera División, il cui vincitore conquista il titolo di campione di Spagna, e altre divisioni minori tra cui la Segunda División o Liga 2.

## Struttura
Ogni squadra è inserita in uno specifico campionato (división) nel quale affronta le altre squadre con lo scopo di arrivare più in alto possibile nella graduatoria a punti stagionale, la classifica. I singoli regolamenti dei tornei stabiliscono poi un sistema di promozioni e retrocessioni: le migliori squadre di ogni categoria acquisiscono il diritto di disputare la stagione successiva nella categoria immediatamente superiore, mentre le peggiori vengono "punite" per la loro prestazione negativa venendo inserite nella categoria immediatamente inferiore. Caratteristica del sistema spagnolo sono le squadre riserve, che non possono giocare nei campionati delle loro squadre madri a costo di privarle della eventuale promozione.
In aggiunta ai club spagnoli, nel 1990 la federazione ha consentito alle squadre andorrane affiliate alle federazioni regionali spagnole di competere nel campionato nazionale, ragion per cui nella piramide calcistica spagnola è presente il Futbol Club Andorra di Andorra la Vella.
I primi due livelli della piramide calcistica spagnola sono amministrati dalla Liga Nacional de Fútbol Profesional, un organo indipendente dalla federazione calcistica. La Primera Federación è stata fondata dopo la riforma dei campionati del 2021 come campionato di terza serie. Il campionato è stato inserito tra la Segunda División e quella allora nota come Segunda División B, fondata nel 1977 e in seguito alla riforma rinominata Segunda Federación. La stessa riforma ha inoltre introdotto la Tercera Federación come quinto livello della piramide, gestito congiuntamente dalla federazione nazionale e da diciassette federazioni regionali corrispondenti alle comunità autonome della Spagna (per un totale di 18 gironi, essendo le squadre provenienti dall'Andalusia divise in due gironi).
I livelli dal sesto in poi sono invece amministrati dalle singole federazioni regionali. 
| Livello | Divisione                                                        |
| ------- | ---------------------------------------------------------------- |
| 1°      | Primera División (LaLiga EA Sports) 20 squadre partecipanti      |
| 2°      | Segunda División (LaLiga Hyperpromotion) 22 squadre partecipanti |
| 3°      | Primera Federación 40 squadre partecipanti divise in 2 gironi    |
| 4°      | Segunda Federación 90 squadre partecipanti divise in 5 gironi    |
| 5°      | Tercera Federación 324 squadre partecipanti divise in 18 gironi  |
| 6°+     | Divisiones Regionales                                            |

## Storia
La prima giornata della Liga si disputò il 10 febbraio 1929: inizialmente il formato prevedeva soltanto 10 squadre, ma presto passarono a 20 e, per problemi amministrativi, vi hanno partecipato anche 22 durante i campionati 1995-1996 e 1996-1997.
Il torneo è sempre stato giocato a girone unico, con la sola eccezione del campionato 1986-1987: in quell'anno, dopo la fine del regolare torneo, le 18 squadre vennero divise in tre gironi, nei quali sei squadre si sarebbero giocate il titolo, sei la salvezza e sei le posizioni di media classifica. Solo dopo la conclusione delle gare giocate nel contesto dei gironi venne stilata la classifica finale.
Il campionato conobbe una sola interruzione, decretata per motivi bellici tra il 1936 e il 1939 durante la Guerra civile spagnola.

### Tornei per anno
| Periodo   | 1º Livello             | 2º Livello             | 3º Livello             | 4º Livello             | 5º Livello             | 6º Livello             |
| --------- | ---------------------- | ---------------------- | ---------------------- | ---------------------- | ---------------------- | ---------------------- |
| 1929      | Primera División       | Segunda División A     | Segunda División B     |                        |                        |                        |
| 1929-1934 | Primera División       | Segunda División       | Tercera División       |                        |                        |                        |
| 1934-1936 | Primera División       | Segunda División       |                        |                        |                        |                        |
| 1936-1939 | Guerra civile spagnola | Guerra civile spagnola | Guerra civile spagnola | Guerra civile spagnola | Guerra civile spagnola | Guerra civile spagnola |
| 1939-1940 | Primera División       | Segunda División       |                        |                        |                        |                        |
| 1940-1977 | Primera División       | Segunda División       | Tercera División       | Divisiones Regionales  | Divisiones Regionales  | Divisiones Regionales  |
| 1977-2021 | Primera División       | Segunda División       | Segunda División B     | Tercera División       | Divisiones Regionales  | Divisiones Regionales  |
| 2021-     | Primera División       | Segunda División       | Primera Federación     | Segunda Federación     | Tercera Federación     | Divisiones Regionales  |

## Giustizia sportiva, arbitri e squadre affiliate
La giustizia sportiva è competenza del Comité de Competición de la Liga.
Gli arbitri, tutti spagnoli, sono designati tramite sorteggio informatico, e dipendono direttamente dalla Real Federación Española de Fútbol (RFEF). Anche in Spagna un arbitro non può essere designato per una gara di un club della sua stessa comunità autonoma.
Le squadre affiliate (anche definite dalla lettera B, come ad esempio Atletico de Madrid B, o Real Madrid Castilla) possono partecipare ai campionati, ma non possono giocare in una divisione superiore o uguale a quella del loro club di appartenenza.